# Giải bóng đá vô địch quốc gia Fiji 2016
Giải bóng đá vô địch quốc gia Fiji 2016 was the 39th là mùa giải thứ của Giải bóng đá vô địch quốc gia Fiji được tổ chức bởi Hiệp hội bóng đá Fiji kể từ khi thành lập năm 1977.

## Bảng xếp hạng
| XH | Đội         | Tr | T  | H | T  | BT | BB | HS  | Đ  | Lên hay xuống hạng                                                |
| -- | ----------- | -- | -- | - | -- | -- | -- | --- | -- | ----------------------------------------------------------------- |
| 1  | Ba (C)      | 14 | 10 | 2 | 2  | 30 | 11 | +19 | 32 | Vòng bảng Giải bóng đá vô địch các câu lạc bộ châu Đại Dương 2017 |
| 2  | Rewa        | 14 | 9  | 2 | 3  | 24 | 16 | +8  | 29 | Vòng bảng Giải bóng đá vô địch các câu lạc bộ châu Đại Dương 2017 |
| 3  | Lautoka     | 14 | 7  | 3 | 4  | 33 | 16 | +17 | 24 |                                                                   |
| 4  | Labasa      | 14 | 5  | 3 | 6  | 19 | 14 | +5  | 18 |                                                                   |
| 4  | Suva        | 14 | 5  | 3 | 6  | 21 | 33 | −12 | 18 |                                                                   |
| 5  | Nadi        | 14 | 4  | 3 | 7  | 14 | 22 | −8  | 15 |                                                                   |
| 7  | Dreketi     | 14 | 3  | 4 | 7  | 14 | 32 | −18 | 13 |                                                                   |
| 8  | Nadroga (R) | 14 | 3  | 0 | 11 | 13 | 25 | −12 | 9  | Xuống hạng Fiji Super Premier Division 2017                       |

Cập nhật đến 16 tháng 11 năm 2016
Nguồn: rsssf.com
Quy tắc xếp hạng: 1. Điểm; 2. Hiệu số bàn thắng; 3. Số bàn thắng.
(VĐ) = Vô địch; (XH) = Xuống hạng; (LH) = Lên hạng; (O) = Thắng trận Play-off; (A) = Lọt vào vòng sau. 
Chỉ được áp dụng khi mùa giải chưa kết thúc: 
(Q) = Lọt vào vòng đấu cụ thể của giải đấu đã nêu; (TQ) = Giành vé dự giải đấu, nhưng chưa tới vòng đấu đã nêu.